# Івонн Вермак
Івонн Вермак (англ. Yvonne Vermaak, нар. 18 грудня 1956) — колишня тенісистка, яка виступала за Південно-Африканську Республіку, потім США.
Досягла півфіналу Роллан Гаросу в парному розряді (1982), та Вімблдону в одиночному розряді (1983).

## Важливі фінали

### Одиночний розряд 6 (4–2)
| Результат | Ранг | Дата            | Турнір                        | Покриття | Опонент           | Рахунок       |
| --------- | ---- | --------------- | ----------------------------- | -------- | ----------------- | ------------- |
| Перемога  | 1.   | 4 червня 1977   | Beckenham, England            | Трава    | Мішелл Тайлер     | 6–4, 5–7, 6–1 |
| Поразка   | 2.   | 17 вересня 1978 | Сан-Антоніо, Texas, USA       | Тверде   | Стейсі Марголін   | 5–7, 1–6      |
| Поразка   | 3.   | 11 січня 1982   | Форт-Маєрс, Florida, USA      | Тверде   | Лі Док Хі         | 0–6, 3–6      |
| Перемога  | 4.   | 6 березня 1983  | Палм-Спрінгз, California, USA | Тверде   | Карлінг Бассетт   | 6–3, 7–5      |
| Перемога  | 5.   | 19 вересня 1983 | Солт-Лейк-Сіті, Utah, USA     | Тверде   | Феліча Раск'яторе | 6–2, 0–6, 7–5 |
| Перемога  | 6.   | 16 вересня 1984 | Солт-Лейк-Сіті, Utah, USA     | Тверде   | Террі Голледей    | 6–1, 6–2      |

### Парний розряд 7 (4–3)
| Титули за покриттям |   |
| Тверде              | 2 |
| Ґрунт               | 2 |
| Трава               | 0 |
| Килим               | 0 |

| Результат | Ранг | Дата             | Турнір                     | Покриття | Партнер          | Опоненти                      | Рахунок       |
| --------- | ---- | ---------------- | -------------------------- | -------- | ---------------- | ----------------------------- | ------------- |
| Поразка   | 1.   | 16 червня 1978   | Чичестер, England          | Трава    | Мішелл Тайлер    | Джанет Ньюберрі Пем Шрайвер   | 6–3, 3–6, 4–6 |
| Поразка   | 2.   | 19 липня 1981    | Gastein Ladies, Австрія    | Ґрунт    | Елізабет Літтл   | Клаудія Коде-Кільш Ева Пфафф  | 4–6, 3–6      |
| Перемога  | 3.   | 9 травня 1982    | Перуджа, Італія            | Ґрунт    | Кеті Горват      | Біллі Джин Кінг Ілана Клосс   | 2–6, 6–4, 7–6 |
| Поразка   | 4.   | 6 листопада 1982 | Гонконг                    | Ґрунт    | Дженніфер Мундел | Лора Дюпонт Алісія Молтон     | 2–6, 6–4, 5–7 |
| Перемога  | 5.   | 19 вересня 1983  | Солт-Лейк-Сіті, Utah, USA  | Тверде   | Клаудія Монтейру | Аманда Браун Brenda Remilton  | 6–1, 3–6, 6–4 |
| Перемога  | 6.   | 5 лютого 1984    | Індіанаполіс, Індіяna, USA | Тверде   | Клаудія Монтейру | Беверлі Моулд Елізабет Смайлі | 6–7, 6–4, 7–5 |
| Перемога  | 7.   | 6 квітня 1984    | Маямі, Florida, USA        | Ґрунт    | Патрісія Медрадо | Кейт Летем Джанет Ньюберрі    | 6–3, 6–3      |